# Mùa bão Nam Thái Bình Dương 2016–17
Mùa bão 2016-17 ở Nam Thái Bình Dương là mùa bão lốc Nam Thái Bình Dương hoạt động ít nhất kể từ 2011-12, chỉ có bốn cơn lốc nhiệt đới xảy ra trong vùng Nam Thái Bình Dương Về phía đông của 160 ° E. Hai trong số bốn hệ thống này đã phát triển thành các cơn lốc xoáy nhiệt đới nghiêm trọng ở Quy mô Cường độ Cơn bão nhiệt đới Úc (Úc). Mùa chính thức bắt đầu từ ngày 1 tháng 11 năm 2016 cho đến ngày 30 tháng 4 năm 2017; Tuy nhiên, May đã giới thiệu hai hệ thống sau mùa giải: Donna và Ella. Nhìn chung, 22 bão nhiệt đới được theo dõi bởi Fiji Meteorological Service, Cục Khí tượng học Úc và MetService của New Zealand.
Các lực lượng vũ trang Hoa Kỳ thông qua Trung tâm Cảnh báo Bão Liên hợp (JTWC)  cũng theo dõi lưu vực và phát hành các cảnh báo không chính thức cho các lợi ích của Hoa Kỳ. RSMC Nadi gắn một số và một hậu tố F cho các rối loạn nhiệt đới hình thành hoặc di chuyển vào lưu vực trong khi JTWC chỉ định các cơn lốc xoáy nhiệt đới đáng kể với một số và hậu tố P. RSMC Nadi, TCWC Wellington và TCWC Brisbane đều sử dụng Thang đo cường độ Cơn bão nhiệt đới Australia và ước tính tốc độ gió trong khoảng thời gian 10 phút, trong khi JTWC ước lượng gió duy trì trong khoảng thời gian 1 phút, sau đó được so sánh với [ [Quy mô gió bão Saffir-Simpson]] (SSHWS).